# S d'Andròmeda
S d'Andròmeda (S Andromedae) fou una supernova a la galàxia d'Andròmeda, l'única vista en aquesta galàxia tant a lluny pels astrònoms, i la primera mai vista a fora la Via Làctia. Va ser descoberta el 20 d'agost de 1885 per Ernst Hartwig, que treballava a l'observatori de Dorpat (Tartu) a Estònia. Abastà la 6a magnitud, però es va apagar de mica en mica fins a la 16a magnitud el febrer de 1890.
Es va relatar que l'estrella es tornà vermella de color i el seu esclat declinà molt ràpidament, la qual cosa és atípica per una supernova del tipus Ia. Malauradament no es disposa de dades espectroscòpiques. L'any 1988, l'astrònom R. A. Fesen i altres, usant el telescopi Mayall de 4 metres a Kitt Peak, descobrí el romanent de l'explosió ric en ferro.